# Francis G. Newlands
Francis Griffith Newlands, né le 28 août 1846 à Natchez, au Mississippi (États-Unis) et mort le 24 décembre 1917 à Washington, est un représentant du Nevada à la Chambre des représentants des États-Unis et un sénateur.